# Cippe de Pérouse

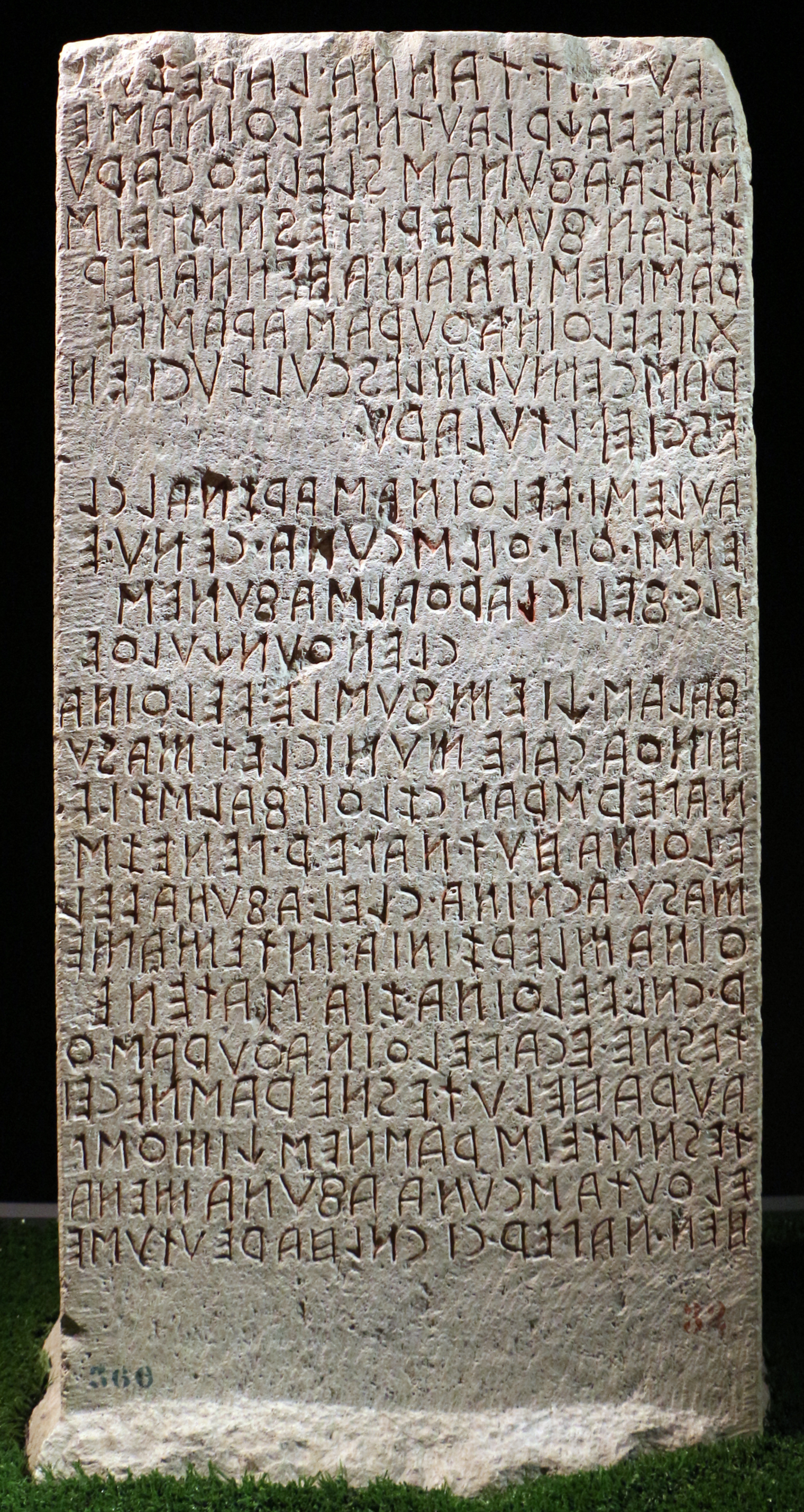
Face avant du cippe de Pérouse dit Cippo perugino.

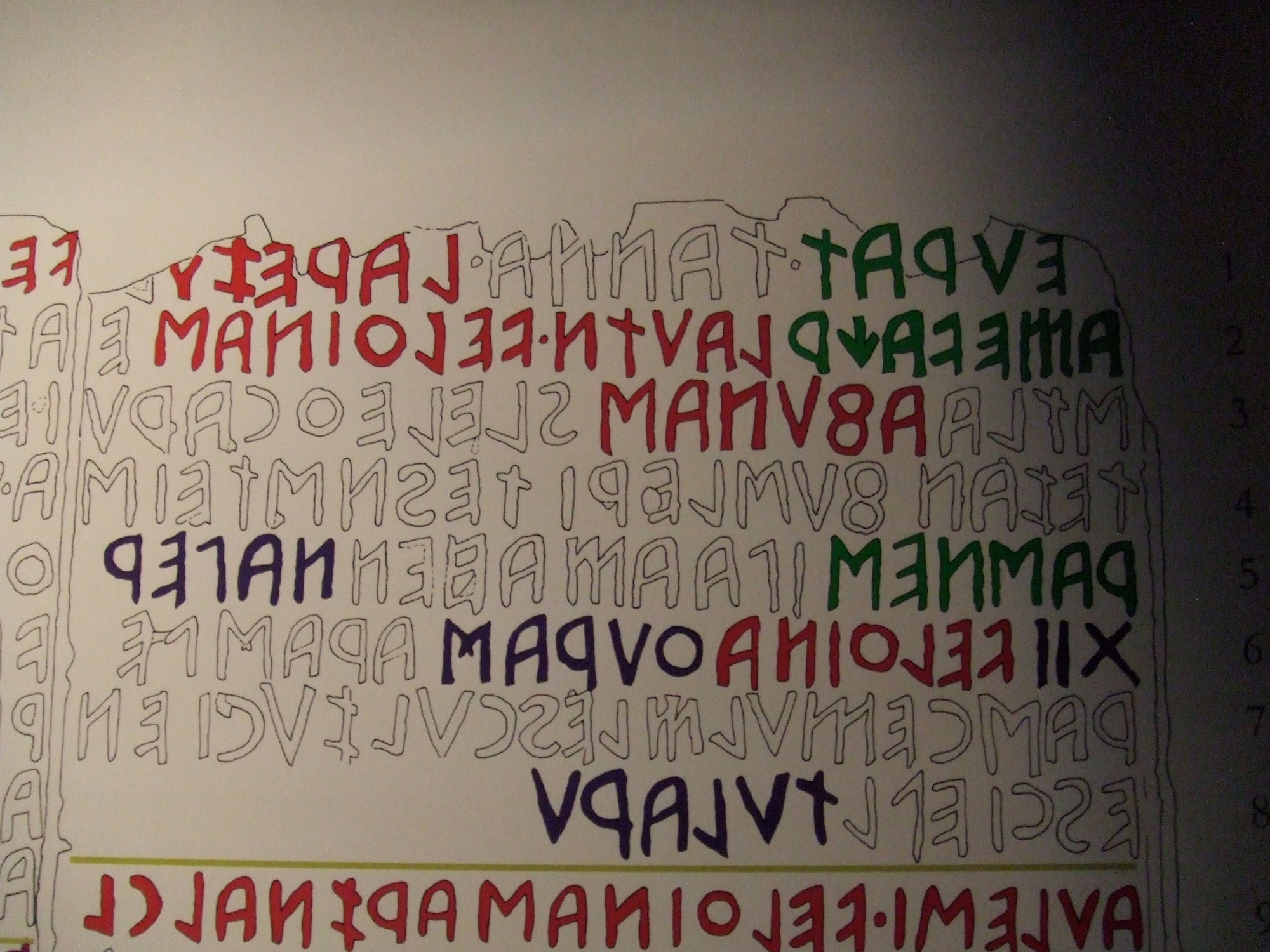
Transcription du texte du cippo perugino

Le cippe de Pérouse est une stèle en travertin découverte en 1822 à Colle San Marco près de Pérouse en  Italie, et contenant, gravés sur deux faces latérales, quarante-six lignes et cent trente mots étrusques, relatant un acte juridique. Il s'agit d'un des plus longs textes étrusques connu et du plus grand texte étrusque relatif à un contrat passé entre deux familles (Velthina, de Pérouse, et Afuna, de Chiusi) à propos des limites des domaines respectifs, avec les désignations des parties, des lois invoquées et du dignitaire faisant l'arbitrage.
Une salle lui est consacrée au Musée national d'Archéologie de l'Ombrie avec la transcription du texte sur un tableau didactique.

## Texte intégral
Face avant :
[t]eurat. tanna. la rezu[š] 2ame vaχr lautn. velθinaš. e3štla. afunas slel eθ caru 4tezan
fušleri tesnšteiš 5rašneš ipa ama hen naper 6XII. velθinaθuraš. araš. pe7raš cemulm.
lescul zuci en8esci epl tularu.
VACAT 9auleši. velθinaš arznal cl10enši. θii. θil šcuna. cenu. e11plc. felic larθalš afuneš 12VACAT
clen θunχulθe 13falaš. χiem fušle. velθina 14hinθa cape municlet masu 15naper šran czl θii falšti. v16elθina hut. naper. penezš 17masu. acnina. clel afuna. vel18θinam lerzinia. inte mame19r. cnl. velθina. zia šatene 20tesne. eca. velθinaθuraš θ21aura helu tesne rašne cei tesnšteiš rašneš χimθ šp22el θuta šcuna afuna mena 23hen. naper. ci cnl hare utuše
Face latérale gauche:
velθina š2atena. zuc3i. enesci. ip4a. spelane5θi. fulumχ6va. spelθi. 7reneθi. est8ac velθina 9acilune. 10turune. šc11une. zea. zuci. e12nesci. aθ13umicš. afu14naš penθna. 15ama. velθ16ina. afun[a]17θuruni. ein 18zeri una. cl19a. θil. θunχ20ulθl.
iχ. ca 21ceχa. ziχuχ22e

## Composition du texte
L'inscription est  rédigée en alphabet étrusque (écrit de droite à gauche) en usage en l'Étrurie septentrionale  entre les IIIe et IIe siècles av. J.-C.. La face avant du cippe comporte 24 lignes et la face latérale gauche 22.
La face principale est divisée en quatre paragraphes avec des coupures aux lignes 8, 11 et 19. La première ligne est centrée et écrite avec des caractères plus grands. La ligne 12 comporte une pause à droite laissant supposer le complément de la ligne suivante (13).
Le graveur a écrit la fin de la ligne 13 au bout droit la ligne 12, en le déplaçant à gauche, selon une habitude des scribes déjà remarquée sur un autre texte étrusque, les bandelettes de la Momie de Zagreb, pour ne pas trahir le contenu de la phrase.
Sur le flanc gauche, ligne 9, est inscrite la correction d'une erreur par rapport aux règles. Ici les mots sont séparés par un point, alors que sur la face avant, le même usage  du point semble plutôt marquer une scansion d'une rhétorique poétique entre les noms de personnes, les formules...

## Sens du texte
Le texte fait référence à deux familles, dont le nom figure au début, précédé du mot lautn (famille en étrusque), les Velthina (de Pérouse) et les Afuna (écrit ANV8A) (de Chiusi).  Le mot étrusque tular qui signifie « limite (de terrain) » précise que le cippe marque une limite. Le texte est interprété comme un jugement ou un arbitrage concernant la répartition et l'usage d'une propriété sur laquelle se trouvait une tombe des membres de la famille des Velthina, avec les détails suivants :
- Lignes 1-2 : il  est mentionné le nom du juge ([t]eurat) Larth Rezu, en présence duquel est passé(ame) un accord (sens probable de vachr) entre les deux familles[2].
- Ligne  5 : il est fait référence au concept de « étrusque » ou « public »  (rasnes), une source du droit qui fonde l'acte.

- Lignes 5-6 : le mot naper devant le nombre XII indique probablement la mesure de surface[2].

- Ligne 8 : exprime la notion de frontière (tularu).
- Lignes  20-21 : font allusion à la tombe des Velthina (Velthinathuras thaura).

L'inscription se termine, sur la face gauche du cippe, par la formule qui conclut un document  juridique : Iχ ca ceχa ziχ-uχ-e,   « comme cela (ich ca) a été écrit (zichuche) au-dessus (cecha) ».

## Sources
- Texte de la Soprintendenza per i Beni Archeologici dell'Umbria, du 04/10/2005, modifié en dernier  le 07/01/2008.